# E. Jean Carroll

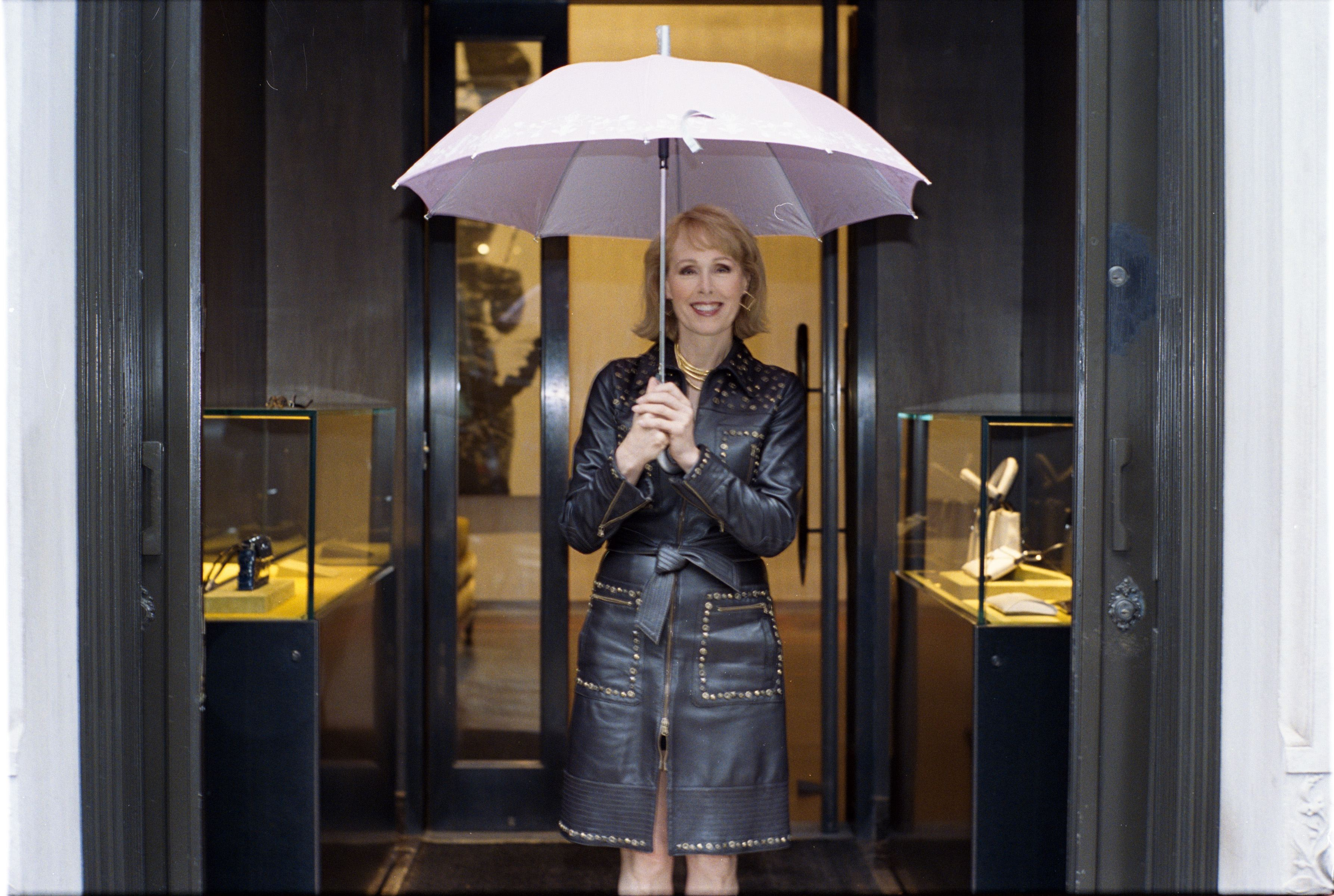
E. Jean Carroll in 2006

Elizabeth Jean Carroll (Detroit, 12 december 1943) is een Amerikaans journaliste en raadgevend columniste.
Haar "Ask E. Jean"-column verscheen sinds 1993 in het tijdschrift Elle en werd gerangschikt als een van de vijf beste tijdschrift-columns (samen met Anthony Lane van The New Yorker en Lewis Lapham van Harper's Magazine) door de Chicago Tribune in 2003. Eerder was zij de Amerikaanse Miss Cheerleader in 1964.
In juni 2019 beschuldigde Carroll president Donald Trump en mediamanager Les Moonves ervan dat zij haar medio jaren negentig seksueel hebben overrompeld. Beiden weerspraken deze beschuldigingen. In mei 2023 werd Trump door een rechtbank schuldig bevonden aan seksueel misbruik en laster.

## Afkomst en opleiding
Carroll werd geboren in Detroit en kreeg vanaf jonge leeftijd de bijnaam "Betty Jean". 
Haar vader, Thomas F. "Tom" Carroll, Jr., was een uitvinder en haar moeder, Betty (McKinsey) Carroll, was een politica uit Allen County (Indiana). 
Carroll groeide op in Fort Wayne (Indiana). Zij studeerde aan de Indiana University, waar zij een Pi Beta Phi en cheerleader was en werd gekroond als Miss Indiana University. Als vertegenwoordiger van genoemde universiteit verwierf zij in 1964 de Miss Cheerleader-titel.

## Carrière
Carrolls column werd bekend dankzij haar opinies over seks, haar nadrukkelijke stelling dat vrouwen "never ever" hun leven moeten structureren rondom mannen, en haar compassie met briefschrijvers, die moeilijke levensomstandigheden doormaken.
Voormalig hoofdredacteur van magazine Elle, Amy Gross, en tegenwoordig hoofd van The Oprah Winfrey Magazine, omschrijft het "Ask E. Jean" -debuut als volgt: "hoewel we haar op een steigerend paard hadden gezet weerklonken de juichkreten en de uitroepen van een onbevreesde volwassen vrouw".
NBC's kabelkanaal, America's Talking, produceerde van 1994 tot 1996 de Ask E. Jean television show, gebaseerd op haar column. Entertainment Weekly noemde Carroll "de meest onderhoudende talkshowpresentator, die u nooit zult zien".
Criticus Jeff Jarvis zei in TV Guide dat het zien van E. Jean en haar "robotachtige hyperactiviteit [hem] gek maakte". Hij vervolgde: "Echter, toen ging ik naar haar luisteren en kon het niet helpen van haar te gaan houden. E. Jean geeft goede adviezen".
Carroll werd genomineerd voor een Emmy voor haar teksten ten behoeve van Saturday Night Live (1985) en kreeg een Cable Ace Award voor de Ask E. Jean television show (1995).
Carroll exploiteert ook de AskEJean.com-website, gebaseerd op de Elle-column, waar gebruikers vragen kunnen intypen en direct video-antwoorden ontvangen over favoriete thema's, zoals carrière, schoonheid, seks, mannen, dieet, "penibele situaties" en vriendschappen. Ook kunnen zij verbinding maken met de Advice Vixens, waar adviezen worden uitgebracht door andere gebruikers.

## Journalistiek en boeken
In 2002 werd Carrolls "The Cheerleaders", dat verscheen in het muziekblad Spin  onderscheiden met de "Beste Misdaadverhalen van het Jaar". Het werd opgenomen in de bundel Best American Crime Writing, uitgegeven door Pantheon Books.
Carroll was mede-uitgever van Esquire, Outside en Playboy. Haar focus is "het hart van het Hart van het Land". Voor de editie van april 1992 van Esquire stelde ze de levens van basketbalgroupies te boek in een verhaal getiteld "Love in the Time of Magic".
In juni 1994 ging zij naar Indiana om uit te zoeken waarom vier blanke kinderen van school werden gestuurd omdat ze zich hadden verkleed als zwarte kunstenaars in het theaterstuk "The Return of the White Negro".
In "The Loves of My Life" (juni 1995) spoorde zij haar oude liefdespartners op en trok in bij hen en hun vrouwen. Bill Tonelli, haar Esquire en Rolling Stone-uitgever, gaf als commentaar: "Alle verhalen van E. Jean lijken nogal op elkaar. En dat is: ‘Hoe ziet deze persoon eruit als hij of zij met E. Jean in de kamer is?' Zij is nu eenmaal niet in staat om oninteressant te zijn."
Op het hoogtepunt van het tijdperk van de "Sensibele Man" schreef zij voor de Playboy van februari 1988 "dat moderne vrouwen lopen te klagen dat zij een primitieve man willen". Het bracht haar op het idee dat het leuk zou zijn om naar Nieuw-Guinea te vertrekken om daar een echte primitieve man te vinden. Carroll trok met een Papoea-gids en een Telefomin-krijger het Sterrengebergte in. Ze zou de eerste blanke vrouw worden die de voettocht van Telefomin naar Munbil in het vroegere West-Irian Jaya maakte, en daarbij bijna het leven liet.
Voor Outside schreef Carroll o.a. over het bezoeken van de Fran Lebowitz-camping en het afdalen van de Colorado met een groep "Vrouwen die joggen zonder kleren aan". Verscheidene stukken van E. Jean voor Outside zijn opgenomen in diverse non-fictie bundels, zoals The Best of Outside: The First 20 Years (Vintage Books, 1998), Out of the Noosphere: Adventure, Sports, Travel, and the Environment (Fireside, 1998) en Sand in My Bra: Funny Women Write from the Road (Traveler's Tales, 2003).

## Beschuldigingen van seksueel geweld
Op 21 juni 2019 schreef Carroll in New York magazine dat Donald Trump haar eind 1995 of voorjaar 1996 seksueel attaqueerde in een Bergdorf Goodman-warenhuis in New York.
BBC News beschreef het als een beschuldiging van verkrachting. Carroll schreef dat zij sinds de betreffende seksuele aanval met niemand meer gemeenschap heeft gehad. Ze schreef ook dat ze twee vriendinnen over het incident had verteld. Deze vriendinnen bevestigden New York magazine dat zij inderdaad zo'n conversatie met Carroll hadden gevoerd.
Het artikel was een deel van het uittreksel uit Carrolls boek What Do We Need Men For?: A Modest Proposal, waarvan de publicatie is gepland op 2 juli 2019.
Het Witte Huis en Trump ontkenden de aantijgingen. De volgende dag ontkende Trump Carroll ooit te hebben ontmoet of te weten wie zij was. Niettemin legde Carroll een foto van haar over met Trump in 1987.
Carroll beschuldigde ook mediamagnaat Les Moonves ervan dat hij midden jaren negentig haar in een lift seksueel had geattaqueerd nadat zij hem had geïnterviewd. Moonves sprak de beschuldiging tegen.
Voorjaar 2023 maakte Carroll gebruik van de door de staat New York ingevolge de Adult Survivors Act geboden eenmalige kans om een civiele zaak aan te spannen wegens een oud vergrijp. Trumps advocaat voert geen getuigen ter verdediging op. Op de verhoorvideo benoemt Trump zijn beschuldiger "ziek, gestoord en gek".
Op 9 mei 2023 werd Trump in een burgerlijke rechtszaak in New York schuldig bevonden aan seksueel misbruik en laster. Hij werd veroordeeld tot betaling van een schadevergoeding van 5 miljoen dollar aan Carroll. Omdat de zaak strafrechtelijk verjaard was en het enkel een burgerlijke rechtszaak was, riskeerde Trump geen gevangenisstraf.

## Privé
Carroll woont tegenwoordig in het noorden van de staat New York. Ze was voorheen getrouwd met de journalist John Johnson.